# Baroque rural

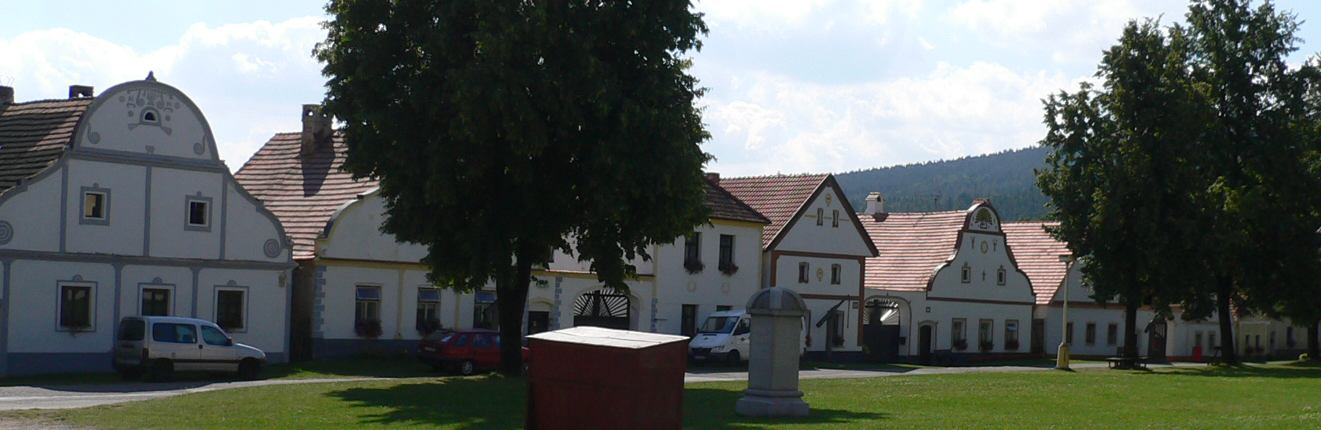
Le village de Holašovice - exemple typique de baroque rural

Le baroque rural, en tchèque selské baroko, parfois aussi traduit en français par baroque paysan ou encore par baroque populaire, est un style d'architecture populaire utilisé principalement en Bohême du Sud au XIXe siècle. Même s'il est un mélange d'architecture classiciste et baroque, il s'agit d'un style à part entière. Il apparaît bien après l'époque baroque. Les monuments les plus anciens de style baroque rural datent des années 1820. Ce style architectural a atteint son apogée dans les années 1860. 

## Galerie

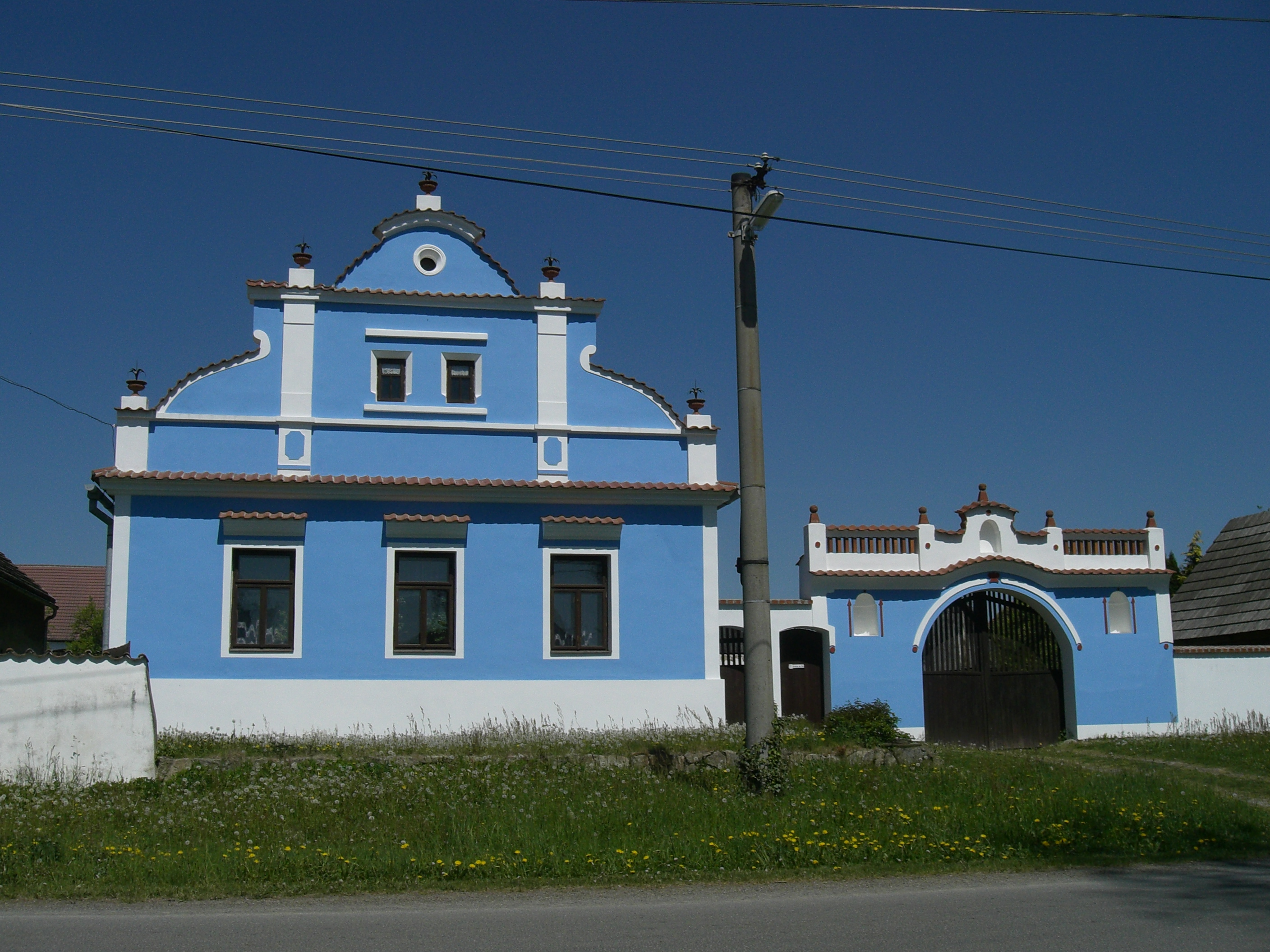
Květov, okres Písek
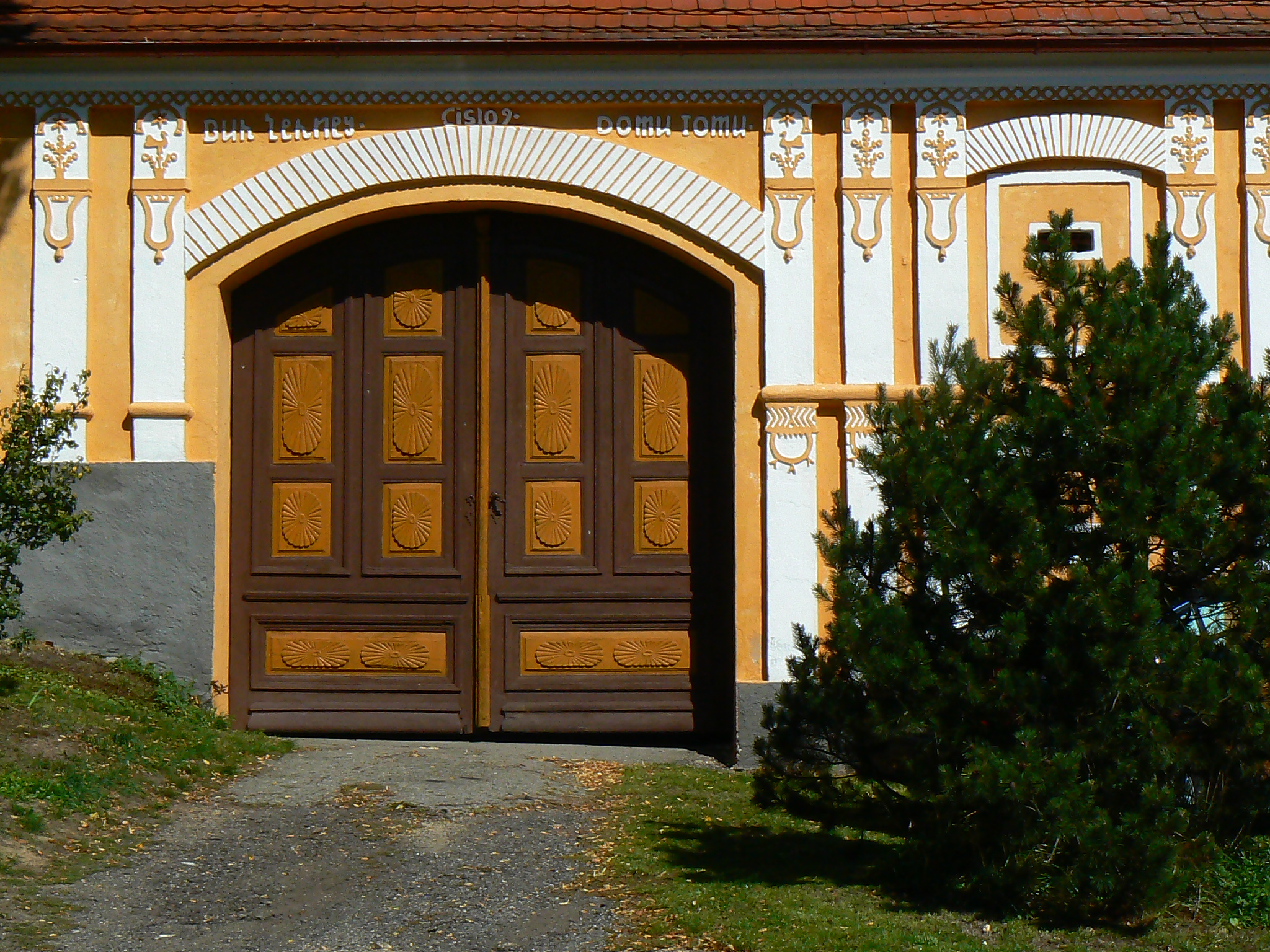
Záluží (Vlastiboř), okr. Tábor, stavení č. p. 9
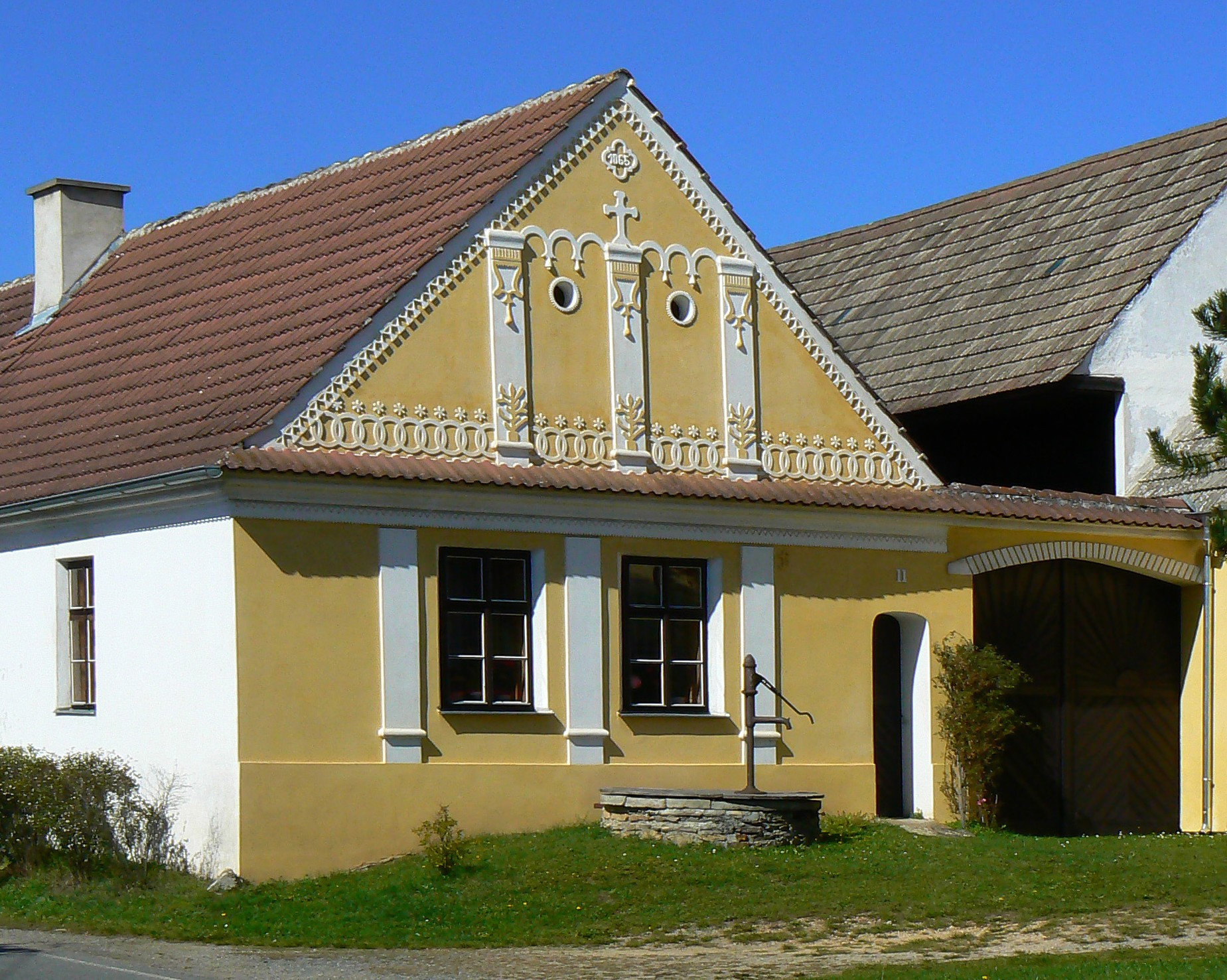
Záluží (Vlastiboř), okr. Tábor, stavení č. p. 11
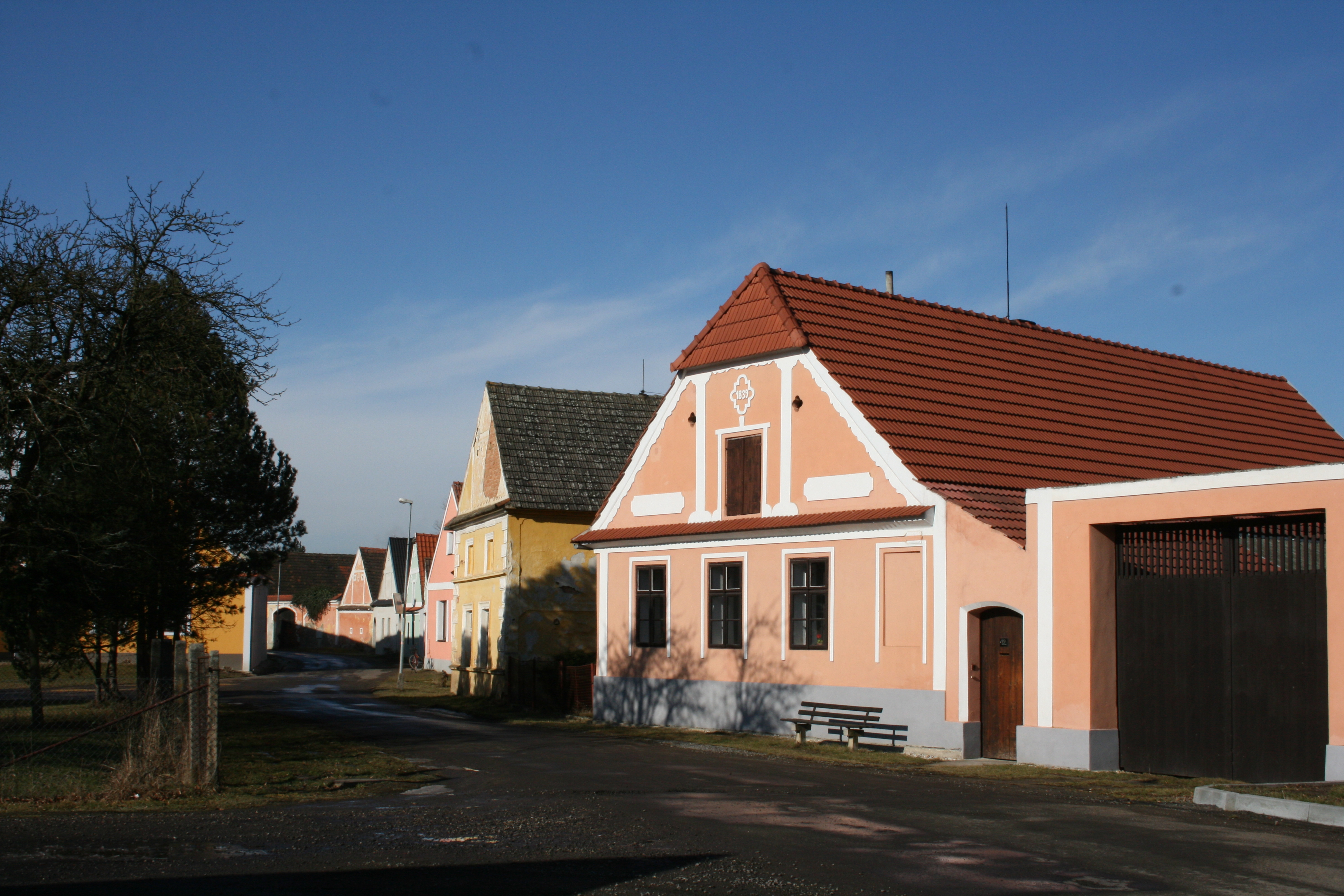
Borkovice, okr. Tábor
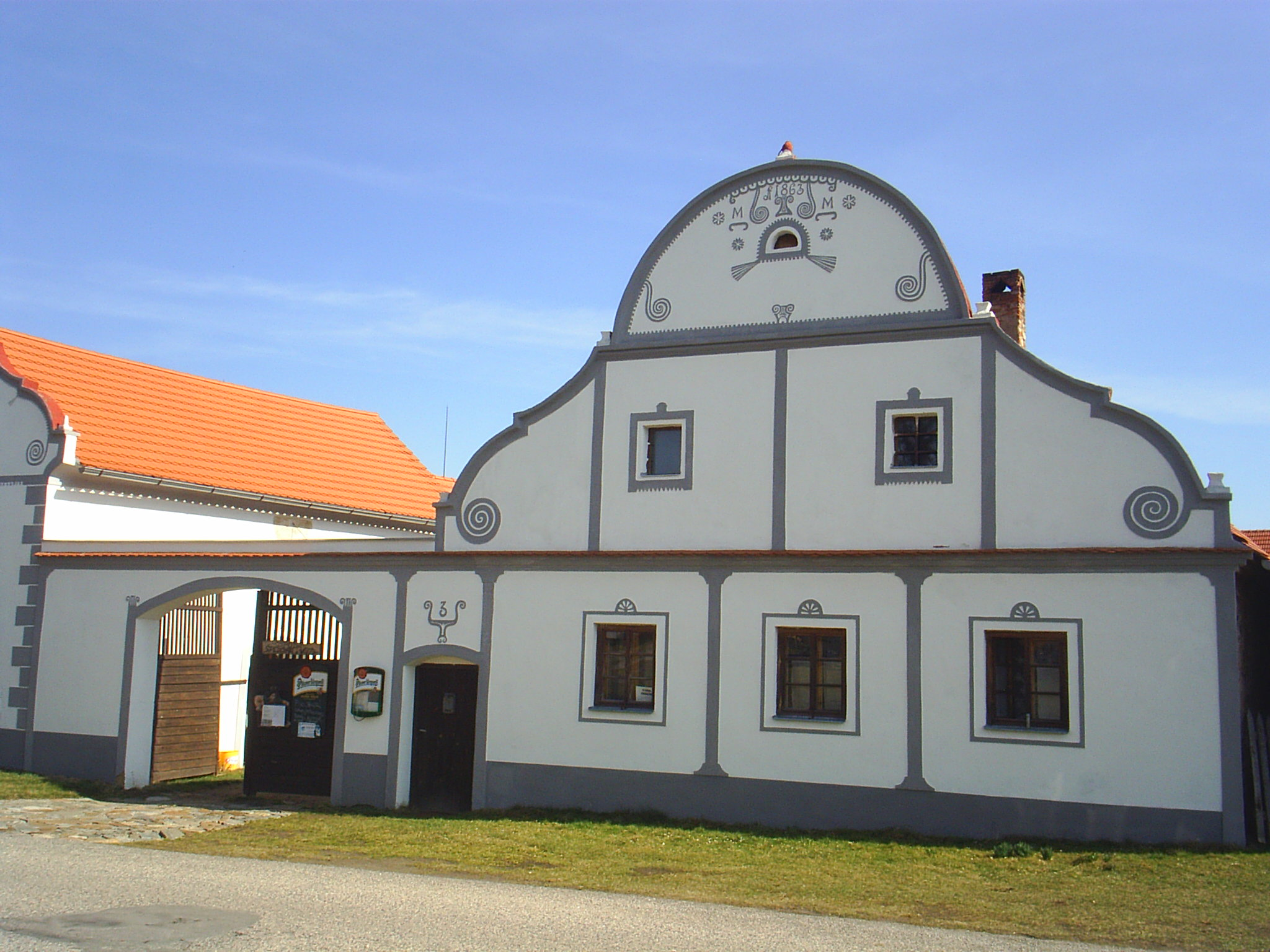
Holašovice, okr. Č. Budějovice